# 호도그래프
호도그래프(Hodograph)는 물체나 유체의 움직임을 벡터적으로 시각화한 다이어그램이다. 이것은 한쪽 끝이 고정된 가변 벡터의 자취이다. 이러한 다이어그램에 그려진 모든 데이터의 위치는 움직이는 입자의 속도에 비례한다. 이것은 또한 속도 다이어그램이라고도 불린다. 제임스 브래들리에 의해 사용된 것으로 보이지만, 실제적인 개발은 주로 윌리엄 로언 해밀턴 경에 의해 이루어졌으며, 그는 1846년 왕립 아일랜드 학회 회보에 그에 대한 설명을 발표했다.

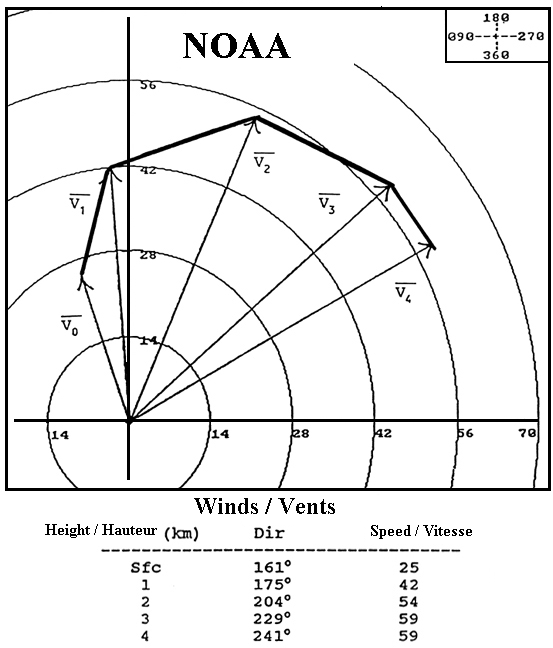
라디오존데의 고층풍 호도그래프

## 응용
이것은 물리학, 천문학, 고체역학 및 유체역학에서 재료의 변형, 행성의 움직임 또는 물체 여러 부분의 속도를 포함하는 기타 데이터를 그리는 데 사용된다.

### 기상학
기상학에서 호도그래프는 지구 대기의 탐측으로부터 바람을 그리는 데 사용된다. 이것은 바람의 방향이 중심축으로부터의 각도로 표시되고 그 세기가 중심으로부터의 거리로 표시되는 극좌표 다이어그램이다. 오른쪽 그림에서 아래쪽에는 지상으로부터 4가지 높이의 바람 값이 있다. 이것들은 벡터 {\displaystyle {\vec {V}}_{0}}부터 {\displaystyle {\vec {V}}_{4}}로 그려진다. 방향은 오른쪽 상단에 언급된 대로 그려진다는 점에 유의해야 한다.
호도그래프와 테피그램과 같은 열역학 다이어그램을 통해 기상학자들은 다음을 계산할 수 있다.
- 급변풍: 연속적인 벡터의 끝을 연결하는 선은 대기층에서 바람의 방향과 값의 변화를 나타낸다. 급변풍은 뇌우의 발달과 이 수준에서의 바람의 미래 변화에 중요한 정보이다.
- 난류: 급변풍은 항공에 위험을 초래할 수 있는 잠재적인 난류를 나타낸다.
- 온도 이류: 공기층의 온도 변화는 해당 수준의 바람 방향과 다음 수준과의 급변풍 방향으로 계산할 수 있다. 북반구에서는 따뜻한 공기가 대기 중 수준 사이의 급변풍 벡터의 오른쪽에 있다. 남반구에서는 반대이다 (온도풍 참조). 예시 호도그래프를 사용하면 남서쪽에서 오는 바람 {\displaystyle {\vec {V}}_{3}}이 급변풍 벡터의 오른쪽과 만나 따뜻한 이류가 발생하고 따라서 해당 수준의 공기가 따뜻해지고 있음을 의미한다.

## 분포 호도그래프
이것은 평면 운동에서 점의 속도장을 나타내는 방법이다. 축척에 맞게 그려진 속도 벡터는 점 경로에 접선이 아닌 수직으로 표시되며, 일반적으로 경로의 곡률 중심에서 멀리 떨어진 방향으로 향한다.

## 호도그래프 변환
호도그래프 변환은 비선형 편미분 방정식을 선형 버전으로 변환하는 데 사용되는 기술이다. 이는 선형성을 얻기 위해 방정식에서 종속 변수와 독립 변수를 교환하는 것으로 구성된다.

## 같이 보기
- 시각적 미적분학: 다양한 미적분 문제 해결에 유용한 관련 접근법.
- 라플라스-룽게-렌츠 벡터: 케플러 문제 해결의 예시.

## 추가 문헌
- 해밀턴, 윌리엄 로언. "호도그래프, 또는 뉴턴의 인력 법칙을 상징적 언어로 표현하는 새로운 방법", Proceedings of the Royal Irish Academy, Vol. 3 (1847), pp. 344–353. 데이비드 R. 윌킨스 (2000) 편집.
- 그의 저서 Matter and Motion에서 맥스웰은 다음과 같이 썼다: 물체의 운동을 조사하는 방법으로서 호도그래프 연구는 W. R. 해밀턴 경에 의해 도입되었다. 호도그래프는 움직이는 물체의 속도를 방향과 크기로 계속 나타내는 벡터의 끝점이 그리는 경로로 정의될 수 있다. 한 평면에 있는 행성의 궤도에 호도그래프 방법을 적용할 때, 호도그래프 벡터가 나타내는 속도와 평행하지 않고 수직이 되도록 호도그래프를 원점을 중심으로 직각으로 회전시키는 것이 편리하다.

 그리고 그는 이러한 기술을 적용하여 케플러의 제1법칙과 제2법칙을 분석한다. 
 무료 "Matter and Motion" 전자책은 인터넷에서 이용 가능하다.
- 파인만의 잃어버린 강의: 태양 주위 행성의 운동 by 데이비드 구드스틴 & 주디스 R. 구드스틴 (ISBN 0-393-03918-8, W. W. 노턴 & 컴퍼니: 뉴욕, 1996). 이 책에서 호도그래프는 뉴턴의 운동 법칙과 만유인력 법칙으로부터 타원형 (케플러) 궤도를 기하학적으로 유도하는 데 사용된다.